# Championnat de Finlande de football 1980
Navigation
Saison précédente Saison suivante
La saison 1980 du Championnat de Finlande de football était la 51e édition de la première division finlandaise à poule unique, la Mestaruussarja. Les douze meilleurs clubs du pays jouent les uns contre les autres à deux reprises durant la saison, à domicile et à l'extérieur. À la fin de cette première phase, les 8 premiers se rencontrent une fois au sein de la poule pour le titre, tandis que les 4 derniers affrontent les 4 meilleurs clubs de D2 au sein d'une poule de promotion-relégation, qui voit les 4 premiers rejoindre l'élite.
Le tenant du titre, le club d'OPS Oulu, remporte à nouveau le championnat en terminant en tête de la poule pour le titre, avec un point d'avance sur le Haka Valkeakoski et deux sur le HJK Helsinki. C'est le 2e titre de champion de Finlande de l'histoire du club.

## Les 12 clubs participants
| - Ilves Tampere - Sepsi-78 Seinäjoki - Promu de Ykkonen - KPV Kokkola - KPT Kuopio - Haka Valkeakoski - OPS Oulu | - HJK Helsinki - OTP Oulu - Promu de Ykkonen - KTP Kotka - TPS Turku - KuPS Kuopio - Reipas Lahti |

## Compétition
Le barème de points servant à établir les classements se décompose ainsi :
- Victoire : 2 points
- Match nul : 1 point
- Défaite : 0 point

### Première phase
| Rang | Équipe               | Pts | J  | G  | N  | P  | Bp | Bc | Diff |
| ---- | -------------------- | --- | -- | -- | -- | -- | -- | -- | ---- |
| 1    | OPS Oulu T           | 34  | 22 | 13 | 8  | 1  | 49 | 15 | +34  |
| 2    | TPS Turku            | 31  | 22 | 12 | 7  | 3  | 38 | 17 | +21  |
| 3    | HJK Helsinki         | 30  | 22 | 12 | 6  | 4  | 39 | 22 | +17  |
| 4    | Haka Valkeakoski     | 30  | 22 | 13 | 4  | 5  | 41 | 30 | +11  |
| 5    | KTP Kotka            | 24  | 22 | 7  | 10 | 5  | 24 | 23 | +1   |
| 6    | Ilves Tampere        | 19  | 22 | 5  | 9  | 8  | 30 | 34 | -4   |
| 7    | Sepsi-78 Seinäjoki P | 19  | 22 | 7  | 5  | 10 | 36 | 48 | -12  |
| 8    | KuPS Kuopio          | 17  | 22 | 7  | 3  | 12 | 28 | 45 | -17  |
| 9    | OTP Oulu P           | 16  | 22 | 6  | 4  | 12 | 24 | 47 | -23  |
| 10   | Reipas Lahti         | 15  | 22 | 5  | 5  | 12 | 27 | 32 | -5   |
| 11   | KPT Kuopio           | 15  | 22 | 5  | 5  | 12 | 29 | 36 | -7   |
| 12   | KPV Kokkola          | 14  | 22 | 2  | 10 | 10 | 20 | 36 | -16  |

|  | Participation à la poule pour le titre              |
|  | Participation à la poule de promotion-relégation    |
|  | T Tenant du titre P Club promu de deuxième division |

### Seconde phase

#### Poule pour le titre
Les 8 équipes conservent la moitié du total des points (arrondi au supérieur) acquis lors de la première phase.
| Rang | Équipe               | Pts | J  | G  | N  | P  | Bp | Bc | Diff |
| ---- | -------------------- | --- | -- | -- | -- | -- | -- | -- | ---- |
| 1    | OPS Oulu T           | 26  | 29 | 15 | 13 | 1  | 70 | 30 | +40  |
| 2    | Haka Valkeakoski     | 25  | 29 | 16 | 8  | 5  | 57 | 37 | +20  |
| 3    | HJK Helsinki         | 24  | 29 | 15 | 9  | 5  | 48 | 29 | +19  |
| 4    | TPS Turku            | 23  | 29 | 14 | 10 | 5  | 48 | 29 | +19  |
| 5    | KTP Kotka C          | 19  | 29 | 9  | 13 | 7  | 36 | 39 | -3   |
| 6    | Ilves Tampere        | 18  | 29 | 8  | 11 | 10 | 48 | 44 | +4   |
| 7    | Sepsi-78 Seinäjoki P | 14  | 29 | 9  | 5  | 15 | 47 | 67 | -20  |
| 8    | KuPS Kuopio          | 11  | 29 | 7  | 5  | 17 | 35 | 63 | -28  |

|  | Qualification pour la Coupe d'Europe des clubs champions 1981-1982                      |
|  | Qualification pour la Coupe des Coupes 1981-1982                                        |
|  | Qualification pour la Coupe UEFA 1981-1982                                              |
|  | T Tenant du titre C Vainqueur de la Coupe de Finlande P Club promu de deuxième division |

#### Poule de promotion-relégation
Les 8 équipes reçoivent un bonus en fonction de leur classement en D1 ou D2. Les clubs d'Ykkonen sont indiqués en italique.
| Rang | Équipe            | Pts | J | G | N | P | Bp | Bc | Diff |
| ---- | ----------------- | --- | - | - | - | - | -- | -- | ---- |
| 1    | KPT Kuopio +2     | 11  | 7 | 3 | 3 | 1 | 12 | 7  | +5   |
| 2    | RoPS Rovaniemi +3 | 11  | 7 | 3 | 2 | 2 | 14 | 11 | +3   |
| 3    | MP Mikkeli +4     | 11  | 7 | 3 | 1 | 3 | 12 | 9  | +3   |
| 4    | MiPK Mikkeli +2   | 11  | 7 | 4 | 1 | 2 | 14 | 12 | +2   |
| 5    | Kuusysi Lahti +1  | 9   | 7 | 3 | 2 | 2 | 16 | 10 | +6   |
| 6    | KPV Kokkola +1    | 9   | 7 | 4 | 0 | 3 | 11 | 15 | -4   |
| 7    | OTP Oulu +4       | 9   | 7 | 2 | 1 | 4 | 9  | 16 | -7   |
| 8    | Reipas Lahti +3   | 5   | 7 | 1 | 0 | 6 | 14 | 22 | -8   |

|  | Promotion en Mestaruussarja     |
|  | Relégation en deuxième division |

## Bilan de la saison
| Championnat de Finlande de football 1980                  |                     |
| Champion                                                  | OPS Oulu (2e titre) |
| Coupes et trophées                                        |                     |
| Vainqueur de la Coupe de Finlande 1980                    | KTP Kotka           |
| Qualifications continentales                              |                     |
| Coupe d'Europe des clubs champions 1981-1982 Premier tour | OPS Oulu            |
| Coupe des Coupes 1981-1982 Premier tour                   | KTP Kotka           |
| Coupe UEFA 1981-1982 Premier tour                         | Haka Valkeakoski    |
| Promotions et relégations                                 |                     |
| Promus en Mestaruussarja                                  | MP Mikkeli          |
| Promus en Mestaruussarja                                  | MiPK Mikkeli        |
| Promus en Mestaruussarja                                  | RoPS Rovaniemi      |
| Relégués en Ykkonen                                       | KPV Kokkola         |
| Relégués en Ykkonen                                       | OTP Oulu            |
| Relégués en Ykkonen                                       | Reipas Lahti        |